# Museo archeologico nazionale di Manfredonia
Il Museo archeologico nazionale di Manfredonia è ubicato all'interno del castello svevo-angioino-aragonese di Manfredonia.
Dal dicembre 2014 il Ministero per i beni e le attività culturali lo gestisce tramite il Polo museale della Puglia, nel dicembre 2019 divenuto Direzione regionale Musei.

## Descrizione
L'ingresso consente di visitare la struttura del castello. Le esposizioni archeologiche del museo illustrano la storia dell'antico territorio sipontino e garganico: 
- le stele daunie, un tipo di monumento funerario in pietra calcarea diffuso presso la civiltà Daunia (una delle tre tribù illiriche degli Iapigi), nell'attuale Capitanata (la provincia di Foggia, in Puglia), tra la fine dell'VIII e gli inizi del V secolo a.C.
- reperti derivanti dallo scavo archeologico nel parco archeologico di Siponto
- anfore da trasporto rinvenute in mare che documentano l'intensa attività commerciale lungo le rotte adriatiche della Daunia romana.
- materiali architettonici ed epigrafici provenienti in prevalenza dall'area archeologica di Siponto.